# Thérèse Rodon i Asencio
Thérèse Rodon i Asencio (Barcelone, 26 février 1863 - Madrid, 28 décembre 1903) est une religieuse espagnole fondatrice des franciscaines de Notre Dame du Bon Conseil. Son éventuelle béatification est à l'étude par l'Église catholique, qui la reconnaît « servante de Dieu ».

## Biographie
Henriette naît le 26 février 1863 de parents inconnus. Sa mère Emmanuelle Asencio Vilarrosal, séparée et institutrice à son compte et son père, Pierre Rodón y Gallisá, veuf avec cinq filles, juge et député sont tous deux de famille bourgeoise, ils ne reconnaissent pas officiellement leur fille pour garder leur prestige social. 
Le 8 juillet 1875, sa mère l'oblige à épouser son propre amant. Henriette se résigne, fuit en 1877 et trouve refuge dans une école de religieuses adoratrices qui, en mars 1878, obtiennent pour Henriette la reconnaissance de nullité de cette union. Elle vit dans ce couvent jusqu'en 1883 où elle envisage de fonder une congrégation qui assiste les enfants marginalisés, en particulier les filles de prisonniers et les mineures emprisonnées. En 1892, elle tente une fondation avec Gabrielle Quintana à Lekaroz, qui échoue. 
En 1894, elle se rend à Astorga où elle reçoit le soutien de Mgr Vicente Alonso Salgado. Le 14 février 1896, avec six compagnes, elle fonde les franciscaines de Notre Dame du Bon Conseil et prend le nom de Thérèse de Jésus. En plus de la maison d'Astorga, elle ouvre un pensionnat de filles à Madrid et un hôpital à Llanes. En 1890, elle fixe sa résidence à la maison de Madrid où elle meurt à 41 ans le 28 décembre 1903.

## Procès de béatification
Son procès de béatification commence en 1992 à Pozuelo de Alarcón où reposent ses restes. Elle est reconnue servante de Dieu le 19 mars 1992 par l'Église catholique.

## Source
- (ca) Cet article est partiellement ou en totalité issu de l’article de Wikipédia en catalan intitulé « Enriqueta Rodon i Asencio » (voir la liste des auteurs).